# Benčani
Benčani (olaszul: Benzani) falu Horvátországban, Isztria megyében. Közigazgatásilag Višnjanhoz tartozik.

## Fekvése
Az Isztria középső részén, Pazintól 16 km-re északnyugatra, községközpontjától 1 km-re keletre fekszik.

## Története
A településnek 1880-ban 40, 1910-ben 60 lakosa volt. Az első világháború után a rapallói szerződés értelmében Isztria az Olasz Királysághoz került. A második világháború után Jugoszlávia része lett. Jugoszlávia felbomlása után 1991-ben a független Horvátország része lett. 2011-ben 25 állandó lakosa volt. Lakói mezőgazdasággal és állattartással foglalkoznak.

## Lakosság
| Lakosság változása | Lakosság változása | Lakosság változása | Lakosság változása | Lakosság változása | Lakosság változása | Lakosság változása | Lakosság változása | Lakosság változása | Lakosság változása | Lakosság változása | Lakosság változása | Lakosság változása | Lakosság változása | Lakosság változása | Lakosság változása |
| ------------------ | ------------------ | ------------------ | ------------------ | ------------------ | ------------------ | ------------------ | ------------------ | ------------------ | ------------------ | ------------------ | ------------------ | ------------------ | ------------------ | ------------------ | ------------------ |
| 1857               | 1869               | 1880               | 1890               | 1900               | 1910               | 1921               | 1931               | 1948               | 1953               | 1961               | 1971               | 1981               | 1991               | 2001               | 2011               |
| 0                  | 0                  | 40                 | 46                 | 60                 | 60                 | 0                  | 0                  | 54                 | 43                 | 46                 | 34                 | 32                 | 24                 | 24                 | 25                 |